# محطة قطار كريات ملاخي – يؤاف
محطة قطار كريات ملاخي – يُؤَاف (بالعبرية: תחנת הרכבת קריית מלאכי – יואב) هي محطة قطار للركاب تقع في شبكة خطوط السكك الحديدية الإسرائيلية في نفوذ المجلس الإقليمي يؤاف، وافتتحت في 18 سبتمبر 2018 .
تقع المحطة تحديدًا بين موشاف كفار مناحيم وموشاف كفار هاريف شمال طريق 383 ، حيث كان من الصعب بناء السكة الحديدية أكثر قربًا من كريات ملاخي مما هي عليه الآن. في الواقع تقع المحطة على بعد حوالي ساعتين سيرًا على الأقدام من كريات ملاخي. بلغت تكلفة بناء المحطة حوالي 55 مليون شيكل.

## تصميم
يتوفر في المحطة رصيفين بطول 300 متر يمكن الوصول إليهما عبر ممر تحت الأرض، وموقف سيارات يتسع لحوالي 200 سيارة، بالإضافة إلى مواقف للدراجات الهوائية.

## خطوط

### الحافلات
تتمتع المحطة بخدمة أربعة خطوط حافلات تعمل بشكل منتظم. يتم جدولة هذه الحافلات وفقًا لمواعيد وصول القطارات، مما يسهل انتقال الركاب بين وسائل النقل المختلفة. يجب الانتباه إلى أن بعض هذه الخطوط تتطلب الحجز المسبق.
بالإضافة إلى ذلك، هناك خطان آخران يتوقفان على طريق 383 بالقرب من المحطة. خط رقم 455 وهو تابع لشركة إلكترا-أفيكيم، حيث ينطلق من بيتار عيليت ويصل إلى أشدود. وخط رقم 33 تديره شركة كافيم، الذي ينطلق من كريات ملاخي ويصل إلى ناحم.

### القطارات
تتوقف في المحطة القطارات على خط بئر السبع – نهاريا.